# 红眼航班
红眼航班（英語：Red-eye flight）是指在深夜至凌晨时段运行，並於翌日清晨至早上抵達目的地，飛航時間少於正常睡眠需求（8小时）的客運航班。红眼航班最早在1959年出现于美国，因为乘客下飛機时多睡眼惺忪，紅著眼睛上下飛機，红眼航班因此得名。但如果是約八小時以上的紅眼航班，對可以在飛機上熟睡的旅客來說反而較佳，因這種航班可以給予旅客充足睡眠，还可以節省旅客的時間及住宿費用；在另一方面，如果兩地時差過大，旅客為了調整時差就產生了類似熬夜的身心負擔。
事實上，由於红眼航班的飛行時間欠佳，通常只能吸引經濟艙乘客選乘，對於能為航空公司提供較高收益的頭等、商務旅客而言，红眼航班是相當惡劣的飛行安排。因此，红眼航班的頭等、商務客艙上座率通常極度慘淡，而一旦航空公司對經濟艙的客量預算失準，客運上則隨時有虧本的可能。然而，紅眼時段是貨運的黃金時段，航空公司可以以客機的腹艙裝載貨物爭取收益，尤其是運送數量少、時間短，但收益相當高的急件貨物，利用紅眼航班不僅可以減省使用大型貨機的高昂營運成本，還可以開拓經濟艙的市場，提高收益。因此，對於部分依賴貨運業務的主要航空公司（如國泰航空、大韓航空等），红眼航班是他們十分喜歡的飛行安排，一方面可賺取急件貨物的收益，另一方面則以極廉價的機票價錢安排旅行團乘坐航班，賺取更多利潤。

## 優點與缺點
優點
- 提高飛機使用率
- 如果航程長（超過7小時），旅客可以在機上獲得充足睡眠，然後一抵達目的地便可開始行程。
- 價格方面，因夜間時段航空公司需繳納的機場服務費低於日間高峰時段，票務價格一般會優於其他航班，例如比日間航班低兩折左右。

缺點
- 載客量低，航空公司很可能虧本。
- 飛機起降停站時間過晚，聯外公共交通已收班，旅客可能需承擔額外成本才能出入機場。
- 飛機起降停站時間過早，未到酒店入住時間，旅客可能需尋找地方寄放行李。
- 很可能違背服務人員的生理時鐘，造成安全性下降。
- 旅客因需要提前約1至2小時抵達機場報到，因此可能無法獲得充足睡眠，甚至需要熬夜，可能影響抵達目的地後白天的行程。
- 起降航線下方的居民在夜間及清晨對噪音的忍受力較低，接近人口密集區的機場通常設有宵禁在夜間禁止飛機起降，因而不適合飛紅眼航班。

## 舉例

### 亞太區
- 韓國和日本均比香港、澳門快一小時，因此從香港或澳門前往韓日兩地的航班不乏紅眼航班。國泰航空、韓亞航空、大韓航空、真航空皆有營運香港或澳門飛往首爾及釜山的凌晨航班（澳門航空在COVID-19前也曾開辦澳門往首爾仁川的紅眼航班，但目前已改為日間航班）。至於香港直航日本方面，國泰航空、香港快運有提供紅眼航班前往返东京和大阪；樂桃航空有提供紅眼航班前往返大阪（日本航空、全日本空輸也曾開辦香港往羽田機場的紅眼航班，但目前已改為日間航班；捷星亞洲航空曾開辨香港往返東京（成田國際機場）的紅眼航班，但該公司因COVID-19停運所有往返香港航班沒有再復飛）；從香港出發經停臺北的航班通常為了在臺北重新載客，故未安排紅眼航班。
- 东南亚（如泰国、新加坡、马来西亚等）往返日本、南韓的航程需時約5-6小時，而日韓的時制也比東南亞快一小時（較泰國快2小時），因此從東南亞往來日韓的航班也不乏紅眼航班。
- 東亞距離澳大利亚較遠（約6,000至7,500公里不等），航程需時7-10小時不等，因時差之故也存在不少紅眼航班。通常是由東亞前往澳洲東岸城市（悉尼、墨尔本、布里斯班或凯恩斯）的紅眼航班較為普遍（回程也有，但數量較少）。以香港飛往悉尼為例，五班機就有四班為紅眼航班（除一班晚上八時許到達的國泰航班）；來往東南亞與東北亞的部分航班會在香港或臺北中途加油與載客，如新加坡航空或泰國國際航空。
- 澳洲國土面積遼闊，橫跨多個時區，由澳洲西岸飛往東岸的國內航班需時約4-5小時，且東岸城市較西岸快2小時（夏季快3小時），因此也設有紅眼航班。
- 印度、尼泊尔、中東地區直航往香港、東南亞、东北亚的航班；華航從臺北經德里前往罗马的航班亦為紅眼航班。
- 從臺灣桃園國際機場前往歐洲的班次，若為不中停直飛的話，多半為紅眼航班；如荷航马尼拉→臺北→阿姆斯特丹、華航臺北→維也納或法蘭克福，以及長榮臺北→巴黎等班次，皆為次日早上抵達歐洲機場。部分飛往美加的航班也為了通過國際換日線而安排紅眼航班，以便於次日早上飛抵溫哥華、洛杉矶或旧金山；如2000年發生於桃園機場的新航006空難，從新加坡飛抵臺北中途加油後，在深夜起飛時因天候惡劣致視線不佳發生死亡空難。另外，低成本航空公司興起之後，新增飛往日本、韓國及菲律賓等地的紅眼航班，至於台北－東京航線的紅眼航班，由於成田機場設有宵禁機制，因此改由羽田機場起降。
- 在伊斯兰历朝覲期間，東南亞的伊斯兰国家如马来西亚與印尼，航空業者為了開闢飛往沙特阿拉伯吉达的朝聖航班，以及飛越印度洋的需求，部分從雅加达、吉隆坡出發的航班會在夜晚起飛，次日早上飛抵吉達，展開穆斯林的朝聖旅程。

### 北美洲
- 美国和加拿大也橫跨多個時區，且來往西部與東部之間的飛行時間約為5-6小時，紅眼航班數量也為數不少。
- 從美洲飛到亞洲的航班，由於需經過国际日期变更线，故較多紅眼航班；如，韓航班機從纽约經安克拉治加油之後飛往首爾的途中，深夜誤闖库页岛上空遭蘇聯戰鬥機擊墜。
- 美國方面除了服務橫越大西洋及太平洋的航線外，亦提供了往來南北美的航班，從美國前往阿根廷、巴西、智利等南美國家的班次也會提供紅眼航班，以應付美洲長途飛行；但因為航線呈南北走向，時區跨距並不明顯，較越洋航線難發揮紅眼航班次日晨間抵達的特性。
- 美國部分航空公司從美國本土飛往阿拉斯加及夏威夷的航線，雖屬國內航班的範疇，但因為飛行距離遙遠，故會安插一部分紅眼航班。

### 歐洲
- 芬兰航空從赫尔辛基前往亞洲航點的航班，為了藉由大圓航線快速飛抵目的地，通常於晚間出發，並於次日早上飛抵亞洲機場。
- 俄罗斯方面由於擁有世界上最大的領土與跨越最多的時區，從西部城市圣彼得堡或莫斯科出發到遠東城市伯力、海參崴的航班偶爾會安排紅眼航班，但因為屬國內航線，也會見到日間航班。
- 英國航空及法國航空曾營運過的協和客機，由於具有超音速飛行的優勢，飛越大西洋的航線全程約兩個半小時，因此協和客機的班次較少紅眼航班。
- 英國航空、國泰航空及維珍航空均有定期航班從香港時間晚上11時起至次日凌晨有航班從香港往英國倫敦及曼徹斯特。 因應英國機場將在凌晨時分禁止所有航班著陸，所以要到英國時間第二天清晨才可降落英國

### 洲際
- 亚洲往返欧洲的航班；
- 歐洲往返美洲的航班。

## 其他

### 中国对红眼航班的禁令
2002年，中国民航业相隔22天先后发生两起空难－釜山空难和大连空难。5月11日，中国民航总局颁布一系列安全规定，包括了禁止任何国内航班跨零时起降，即对红眼航班祭出禁令。由于此禁令的存在，一些长途航线的时间安排受到限制，加大了机场资源的緊繃程度。2006年，民航总局下发通知，国内所有机场客运航班时刻从零点延长至次日凌晨二时，新疆地区延长至次日凌晨四时。2008年，中国大陆部分省市遭雪灾襲擊后，民航总局下发通知，取消凌晨兩点至六点禁止航空公司运行国内客运航班的限制，以帮助疏散滞留旅客。

## 另見
- 夜車
- 臥鋪列車
- 《長途嚇機》（Red Eye）- 2005年的美國驚悚片